# Allobates bromelicola
Espèce
Synonymes
- Phyllobates bromelicola Test, 1956
- Colostethus bromelicola (Test, 1956)

Statut de conservation UICN

 VU  : Vulnérable
Allobates bromelicola est une espèce d'amphibiens de la famille des Aromobatidae.

## Répartition
Cette espèce est endémique de l'État d'Aragua au Venezuela. Elle se rencontre dans les environs du pic Periquito dans la cordillère de la Costa au-dessus de 1 000 m d'altitude.

## Publication originale
- Test, 1956 : Two new dendrobatid frogs from northern Venezuela. Occasional Papers of the Museum of Zoology, University of Michigan, no 577, p. 1-9 (texte intégral).